# En dag i radioen
En dag i radioen er en dansk dokumentarfilm fra 1950, der er instrueret af Johan Jacobsen efter manuskript af Finn Methling. Filmen er fremstillet i forbindelse med Statsradiofoniens, nu DR's, 25 års jubilæum.

## Handling
Dagens arbejde i Radiohuset på Rosenørns Allé. Filmen følger Kaptajn Jespersen i løb fra sporvognen om morgenen, telefonpigens private snak med kæresten, pressechefens rundgang i huset, reportage fra en fiskerbåd, der afløses af fiskerinoteringerne og rødspætten, der serveres i husets kantine. Hannah Bjarnhof læser kinesiske digte og afløses af Gunnar Nu Hansen i Idrætsparken under en fodboldkamp mod England. Damen fra Statens Husholdningsråd taler om hvidkål, medens Radiosymfoniorkesteret øver sig til torsdagskoncert. Selve koncerten er filmens højdepunkt og slutning med det store symfoniorkester og koret.